# Sebastião Roby
Sebastião Luís de Faria Machado Pinto Roby de Miranda Pereira (Braga, 1883 — Sul de Angola, 10 de Julho de 1915), mais conhecido por Sebastião Roby, foi um oficial do Exército Português que no posto de capitão de infantaria foi morto numa emboscada durante as campanhas de pacificação do sul de Angola. Foi irmão de João Roby.